# Carex changmuensis
Carex changmuensis là một loài thực vật có hoa trong họ Cói. Loài này được Tang & F.T.Wang ex Y.C.Yang mô tả khoa học đầu tiên năm 1987.